# Eefje de Visser
Eefje de Visser (Voorburg, 8 febbraio 1986) è una cantautrice olandese.

## Biografia

### Primi anni
Eefje de Visser è nata a Voorburg, ma è cresciuta a Moordrecht, paesino situato nelle vicinanze di Gouda. Ha iniziato a prendere lezioni di chitarra alla fine degli anni novanta. Il 1 luglio 2000 ha fatto il suo debutto su un palco esibendosi al festival Moordrecht 2000. Le prime canzoni che ha scritto sono prevalentemente in inglese, lingua che poi ha abbandonato completamente utilizzando unicamente l'olandese.

### Grote Prijs van Nederland e primo album
Nel 2009 ha preso parte al Grote Prijs van Nederland, festival dedicato agli artisti emergenti dei Paesi Bassi, ottenendo la vittoria nella categoria dedicata ai cantautori. Questa vittoria le ha permesso di esibirsi nel 2010 a Marrakech, in Marocco, assieme ai vincitori delle altre categorie. In seguito la cantautrice si è esibita in diversi festival nei Paesi Bassi. Il 17 novembre 2010 è stato pubblicato l'EP di debutto Hartslag, disponibile solamente per il download digitale. Il 7 gennaio 2011 è stato pubblicato il primo album De koek, che ha raggiunto la trentacinquesima posizione tra gli album più venduti nei Paesi Bassi

### Het iseNachtlicht
Nel 2013 è stato pubblicato il secondo album in studio, intitolato Het is, che si è rivelato essere più fortunato del precedente in termini di successo, arrivando a raggiungere la terza posizione nella Mega Album Top 100.
All'inizio del 2016 è uscito Nachtlicht, il terzo album in studio. Questo album ha raggiunto l'ottava posizione nella Mega Album Top 100 e la tredicesima posizione nella Ultratop 200 Albums, quest'ultima riguardante le vendite nelle Fiandre.

### Bitterzoet
Nella primavera del 2019 ha iniziato a lavorare al quarto album in studio, Bitterzoet, pubblicato il 24 gennaio dell'anno seguente. L'uscita del disco è stata anticipata dai singoli Zwarte Zon, Lange Vinnen, Bitterzoet e Oh. L'album ha riscosso un notevole successo commerciale, arrivando a raggiungere la terza posizione nelle classifiche di vendita dei Paesi Bassi e la prima in quelle delle Fiandre.

### Blauwe regen
Il 23 aprile 2021, Eefje de Visser ha pubblicato il singolo Storm. Il singolo successivo, Golven, è stato presentato durante l'apertura della seconda semifinale dell'Eurovision Song Contest 2021 all'Ahoy di Rotterdam il 20 maggio 2021. In tale occasione è stata proposta una versione abbreviata del brano con testo in inglese, realizzata in collaborazione con il produttore Eric van Tijn, combinata con una coreografia del ballerino di breakdance Redouan Ait Chitt ed effetti di realtà aumentata. Il giorno successivo è stata pubblicata la versione completa in olandese di Golven.
Il dipinto Krans van vruchten rond een voorstelling met Cybele die geschenken ontvangt van personificaties van de vier jaargetijden (circa 1620-1622) di Jan Brueghel il Vecchio e Hendrik van Balen, che raffigura la dea madre frigia Cybele, è stato di ispirazione per creare il brano Cybele, pubblicato come singolo il 10 giugno 2021. Alla fine del mese di aprile 2021, Eefje de Visser ha annunciato sul suo account Instagram che lei e il suo compagno Pieterjan Coppejans aspettavano un bambino, motivo per il quale il suo tour autunnale è stato spostato al 2022. Tuttavia, la gravidanza non le ha impedito di programmare esibizioni fino a fine agosto 2021, tra cui i concerti al Rock Werchter in Belgio e al Lowlands nei Paesi Bassi.
Il 21 marzo 2022 è uscito il singolo Startschot, racchiuso nell'EP Blauwe regen, quest'ultimo pubblicato il 15 aprile. Il disco contiene anche i singoli Storm, Golven e due versioni speciali di De parade e Zwarte zon, due brani già contenuti in Bitterzoet.

### Heimwee
Il 16 febbraio 2024, Eefje de Visser ha pubblicato il singolo Heimwee, il primo estratto dall'omonimo album, uscito il 13 settembre dello stesso anno. In un'intervista con 3voor12, ha descritto il tema della canzone come "il contrasto straziante tra intimità e bisogno di spazio, la claustrofobia della sicurezza". Gli altri singoli che hanno anticipato l'uscita dell'album sono stati Uit het oog, Gloeien, Weekenden e Ik weet dat hij het wil.
Per promuovere l'uscita dell'album, Eefje de Visser ha annunciato un tour con concerti in Paesi Bassi, Belgio, Germania e Svizzera.

## Discografia
Album in studio
- 2011 – De koek
- 2013 – Het is
- 2016 – Nachtlicht
- 2020 – Bitterzoet
- 2024 – Heimwee

Album dal vivo
- 2023 – Bitterzoet Live

EP
- 2010 – Hartslag
- 2022 – Blauwe regen